# 数量性状基因座
数量性状基因座（英語：Quantitative trait locus，简称为QTLs）是一段含主控或联系数量性状的基因的DNA。可通过如AFLP或更常见的SNP等分子标签将这些控制数量性状的基因定位到基因组的特定区域上。这是对主控性状变异的实际基因进行鉴定与测序的先行步骤。数量性状指的是那些可区分程度的表型（特征），这些性状起因于多基因效应（即由两个及以上的基因共同控制）及环境的共同作用。